# ジョージ・レオナード・スタントン

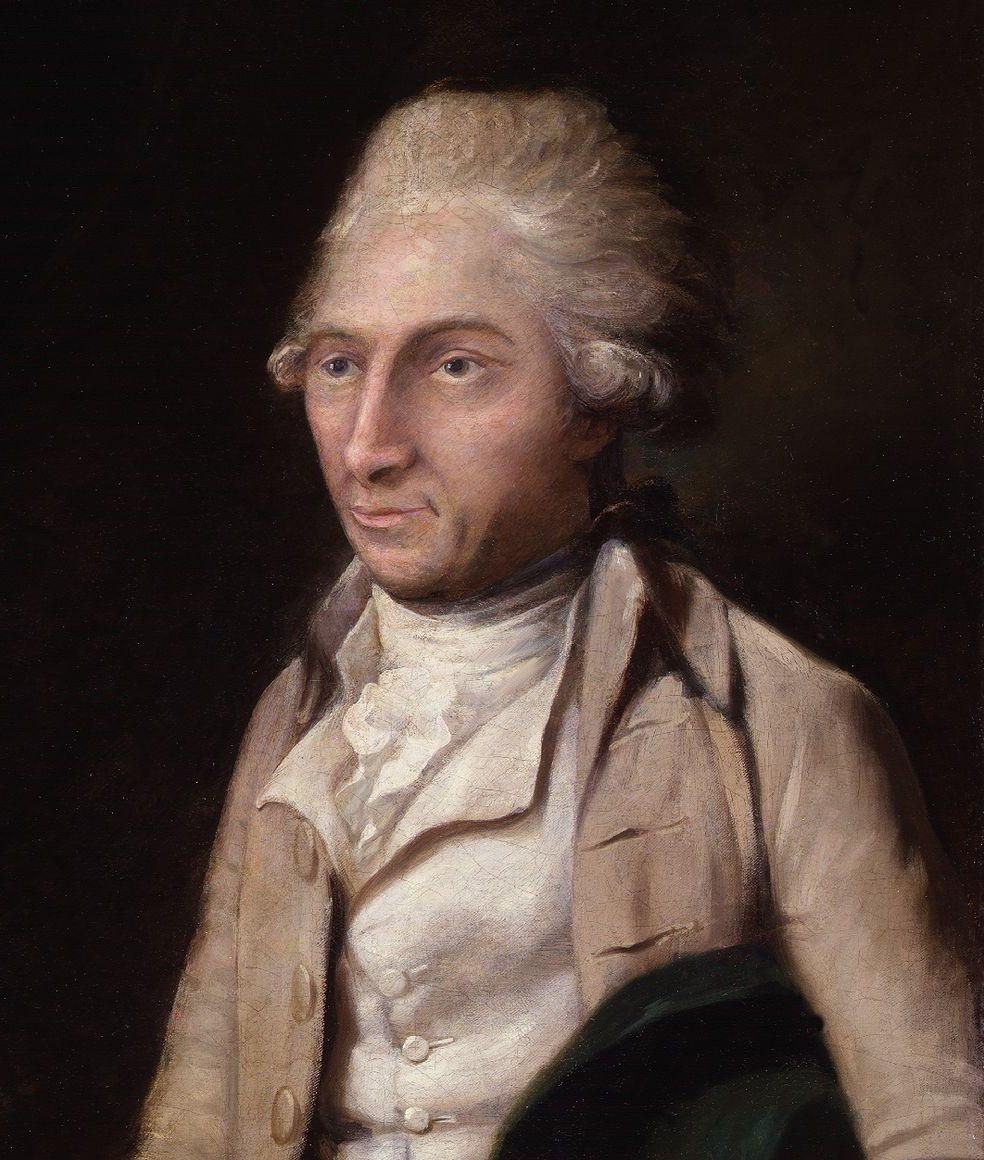
レオナード・スタントン

初代准男爵ジョージ・レオナード・スタントン（Sir George Leonard Staunton, 1st Baronet, 1737年4月10日 - 1801年1月14日）は、アイルランド生まれのイギリス東インド会社の役人である。清への外交団の公式記録をまとめた。

## 略歴
アイルランド西部のゴールウェイ県Carginsで生まれた。フランス、トゥールーズのイエズス会の学校で学んだ後、モンペリエ大学で医学を学んだ。東インド会社に医師として雇われた後、法務に転じ、1779年にグレナダで法務長官に任じられた。生涯親しく付き合うこととなるグレナダ総督マカートニー伯爵に従って、1784年に南インドのマイソール王国のティプー・スルターンとの和平交渉団の一員に加わってインドを訪れた。1785年10月にアイルランドの准男爵に叙せられた。
1787年に王立協会フェローに選ばれた。
1793年にマカートニー伯爵が率いる清との外交団の事務長に任じられ、マカートニー外交団は通商の面では中国の譲歩を得ることができなかったが、多くの中国に関する情報を得ることができた点で評価されている。帰国後、スタントンが公式報告書の編集者となり、マカートニー伯爵や、中国までの航海を指揮したエラズマス・ガウワー (Sir Erasmus Gower) の論文を編集した。王立協会会長のジョゼフ・バンクスが、図版の選択と製作の手配を行った。
1881年にロンドンで没した。第2代准男爵を継いだジョージ・スタントン (Sir George Staunton, 2nd Baronet) は、12歳の時に父の清国派遣に同行し、後に東洋学者となった。

## 著書の画像
オランダ語訳された An authentic account of an embassy from the King of Great Britain to the Emperor of China の図版

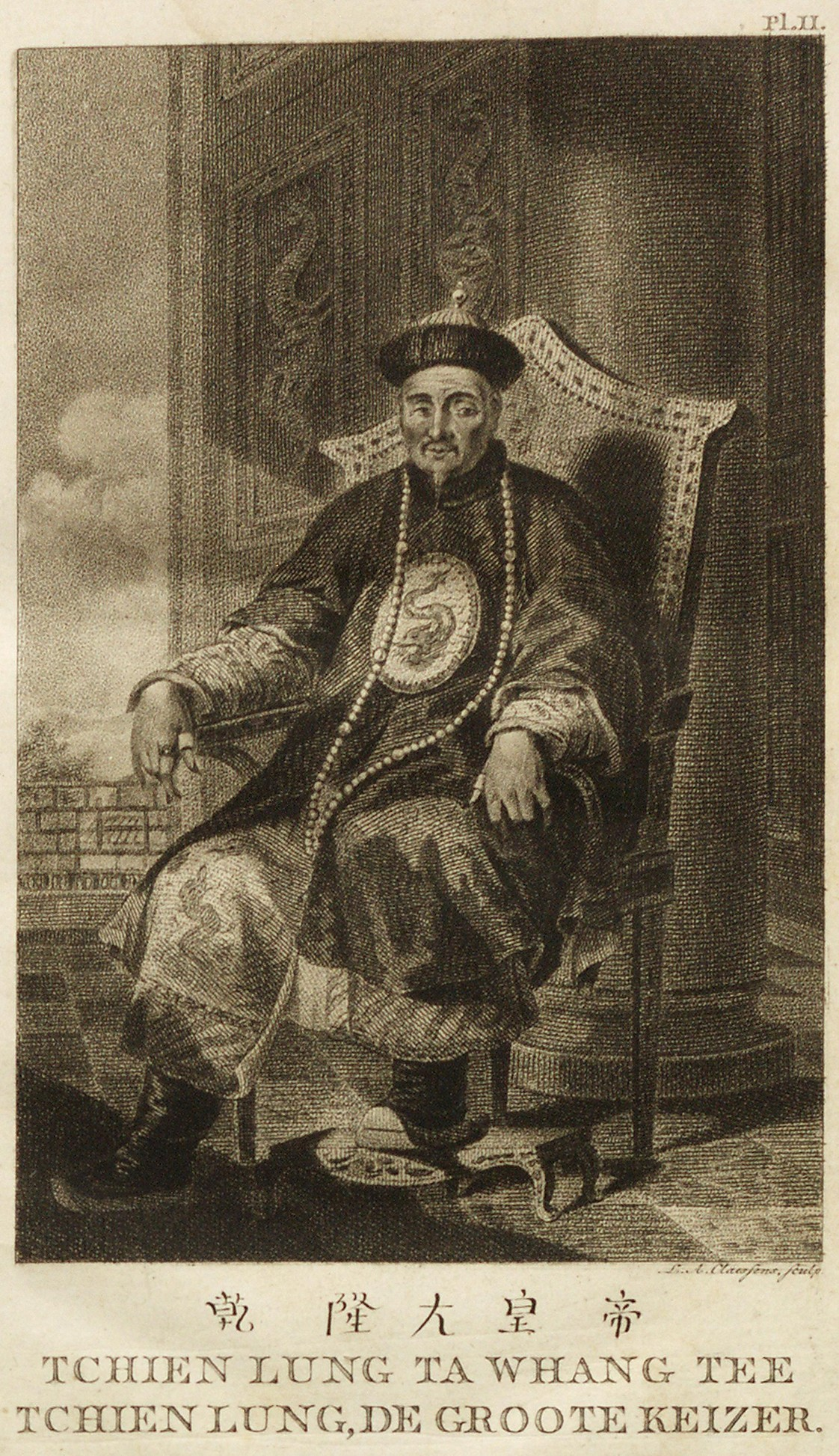
乾隆帝の肖像
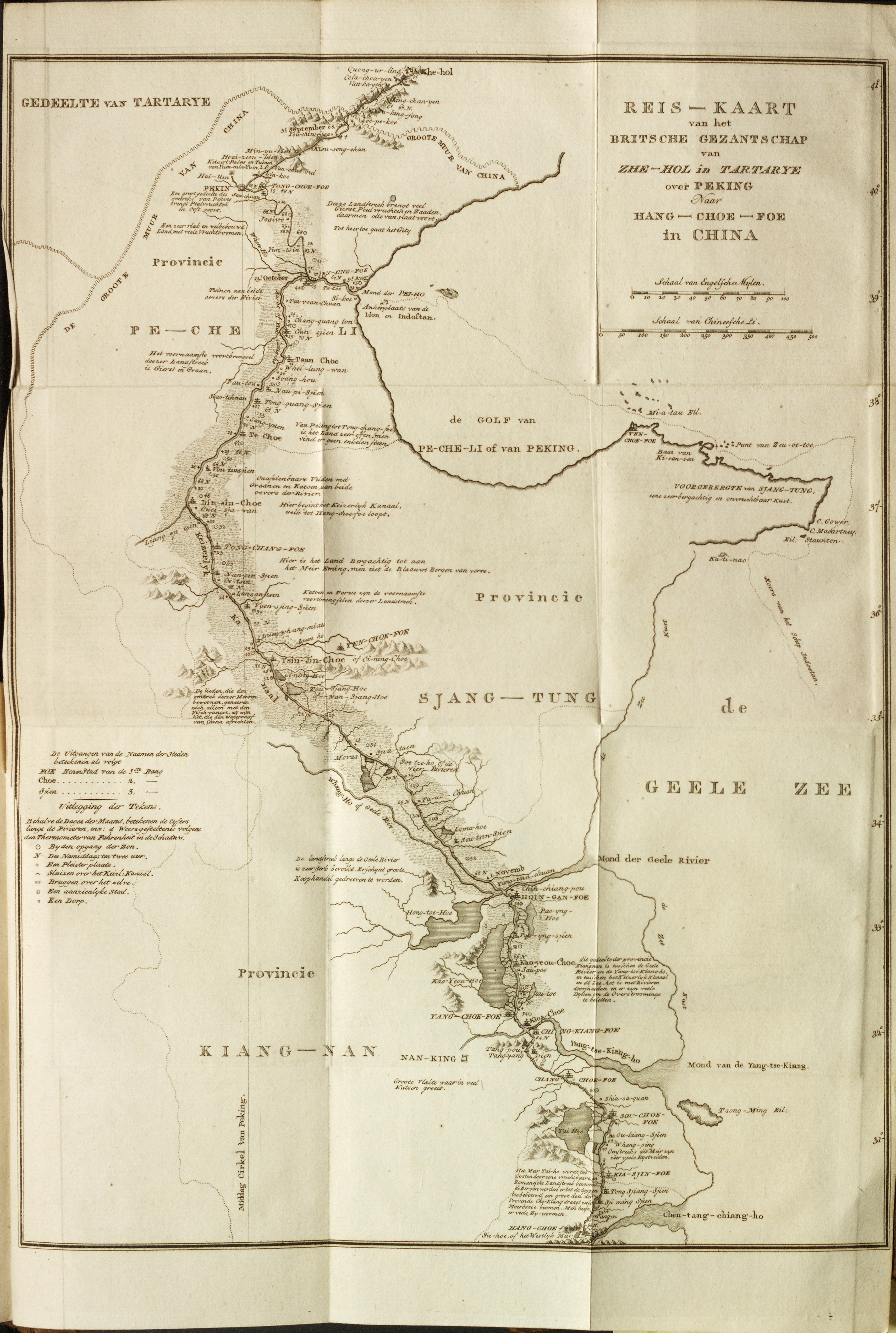
中国内部の地図
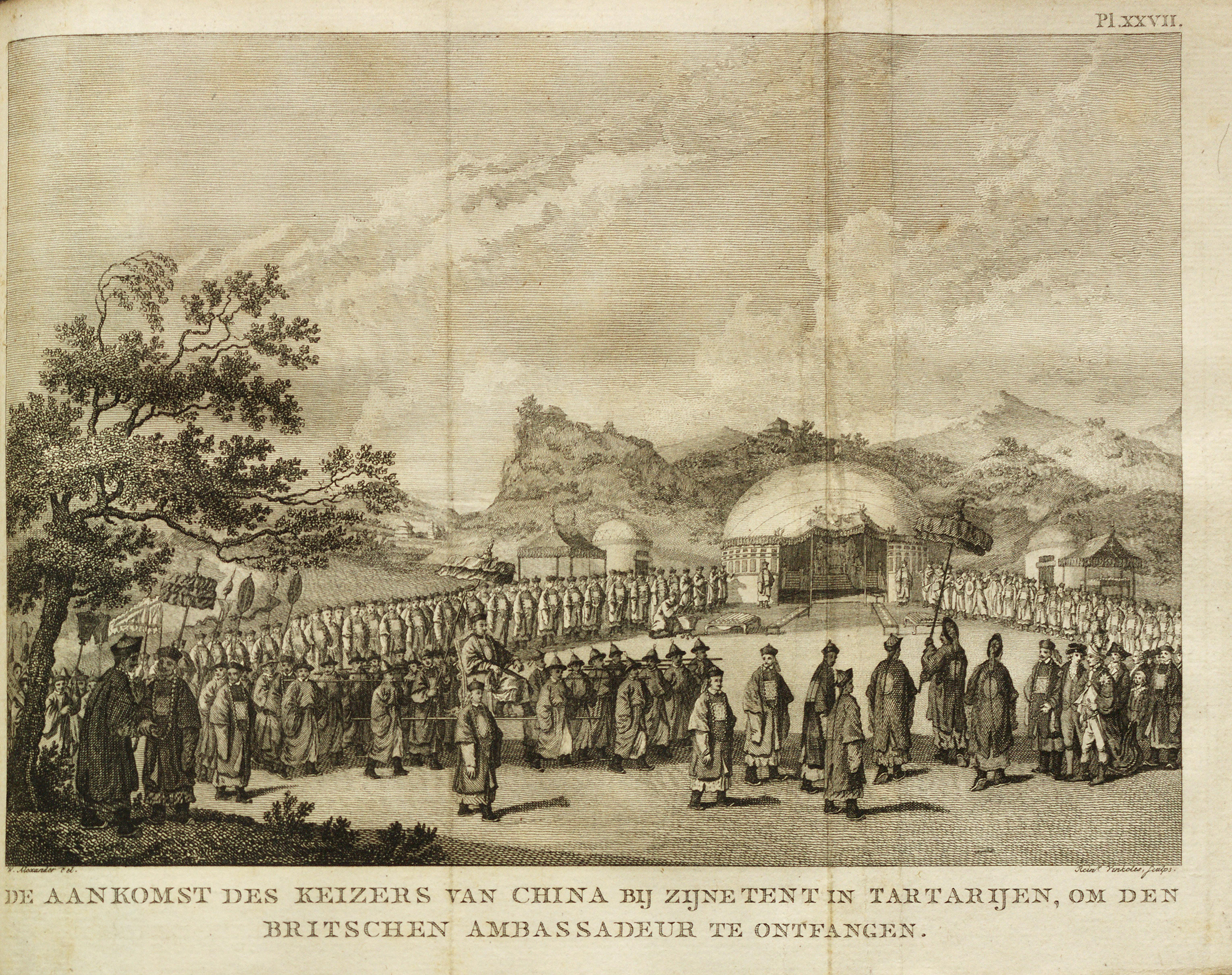
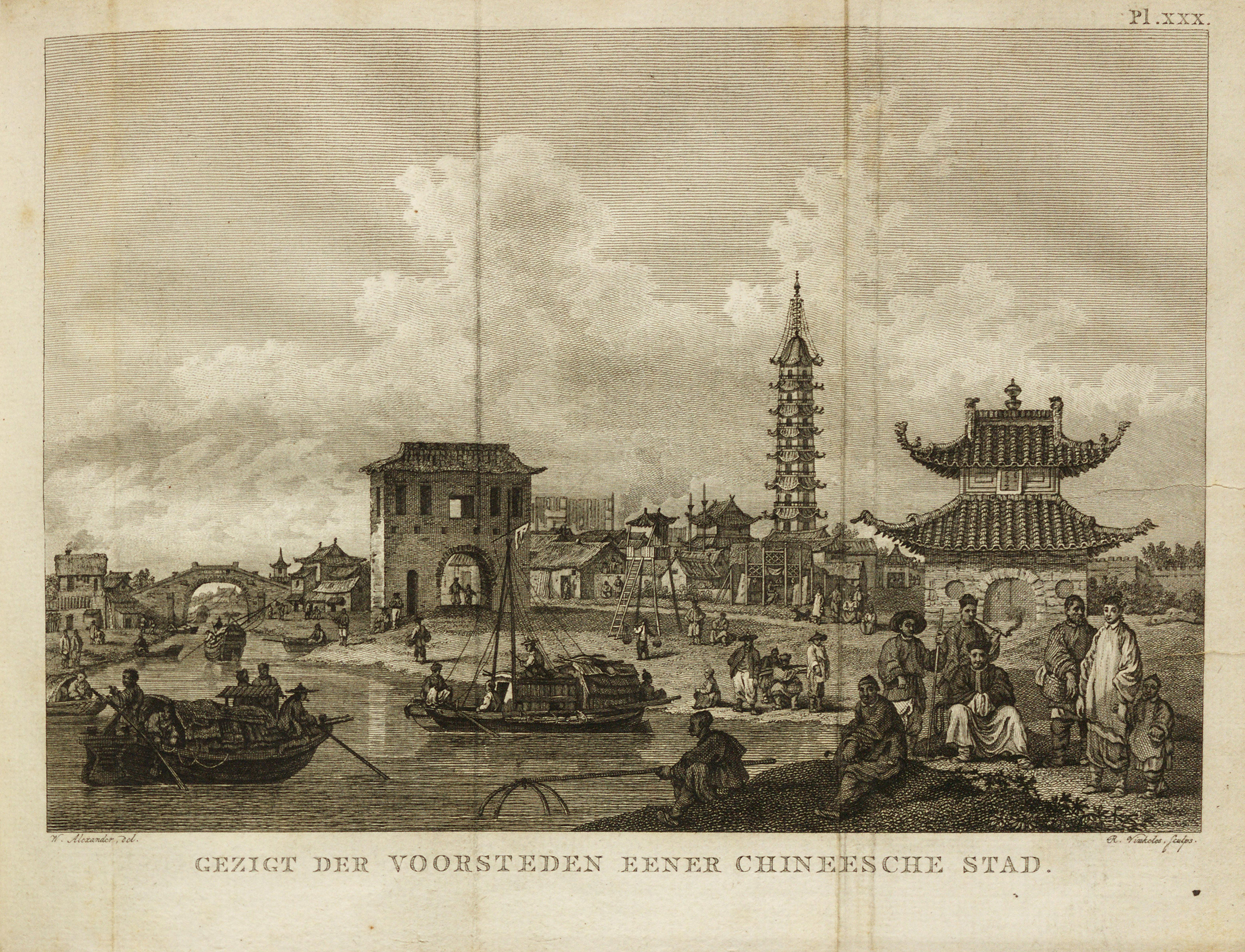